# Sonic the Fighters
Sonic the Fighters (Sonic Championship in de Amerikaanse versie) is een arcade/vechtspel uit de Sonic the Hedgehog-franchise. Het spel werd uitgebracht door Sega in 1996. Daarnaast is het spel ook terug te vinden in het compilatiespel Sonic Gems Collection.

## Ontwikkeling
Masahiro Sugiyama, een personageontwerper voor AM2, voegde Sonic en Tails toe aan het vechtspel Fighting Vipers. Yu Suzuki zag dit, en dit gaf hem het idee een vechtspel voor de Sonic-franchise te maken. Hij stelde dit plan voor bij Yuji Naka. Aanvankelijk was hij bang dat Naka het plan zou afkeuren uit angst dat een vechtspel Sonic een slechte naam zou geven, maar Naka zag ook wel wat in het plan.
Het spel was Sonics eerste spel in 3D.

## Verhaal
Dr. Robotnik (Dr. Eggman in de Japanse versie) bouwt een tweede Death Egg, samen met Metal Sonic. Tails waarschuwt Sonic en de twee maken zich klaar om de ruimte in te gaan met de Lunar Fox, een ruimteschip dat Tails had gebouwd. Het schip heeft echter acht chaosdiamanten nodig om te werken, dus moeten Sonic en Tails deze eerst opsporen.
Een van de diamanten is in bezit van Knuckles. Hij wil de diamant niet zomaar afstaan, en vindt Sonic ook niet de juiste persoon om de Death Egg II te vernietigen. Daarom wordt besloten een toernooi te houden om te zien wie de Lunar Fox mag besturen.
Als een personage alle acht tegenstanders heeft verslagen, moet hij Metal Sonic en Dr. Robotnik bevechten. Robotnik moet binnen 15 seconden worden verslagen.

## Personages

### Bespeelbaar
- Sonic the Hedgehog
- Miles "Tails" Prower
- Knuckles the Echidna
- Amy Rose
- Espio the Chameleon
- Fang the Sniper
- Bean the Dynamite
- Bark the Polarbear
- Super Sonic: Sonic kan in Super Sonic veranderen tijdens de tweede ronde nadat hij alle tegenstanders heeft verslagen zonder te verliezen.

### NPC's
- Metal Sonic
- Dr. Ivo Robotnik
- Klonen – grijze versies van de acht normale personages.

### Verborgen personages
Deze personages zijn alleen te verkrijgen door het spel te hacken.
- Rocket Metal
- Robotnik's Robot
- Alternate Robotnik
- Robotnik in UFO
- Honey the Cat

In de HD heruitgave van 2012 werden sommige van deze geheime personages officieel beschikbaar.
- Honey the Cat (door Amy te selecteren met de startknop in het keuzemenu)
- Robotnik in zijn E-Mech (door Bean te selecteren met de startknop in het keuzemenu, niet beschikbaar in de Arcade Mode)
- Metal Sonic (door Sonic te selecteren met de startknop in het keuzemenu, niet beschikbaar in de Arcade Mode)

## Platforms
- Het spel werd maar in een beperkte serie uitgebracht in Noord-Amerika, daar Sega de manier waarop Sonic in het spel werd neergezet te gewelddadig vond. Desondanks kwam er enkele jaren later weer een Sonic gevechtsspel getiteld Sonic Battle.
- Het spel maakte onderdeel uit van Sonic Gems Collection dat in 2005 uitkwam voor de PlayStation 2 en de Nintendo GameCube.
- Een HD versie kwam in november 2012 beschikbaar voor de Xbox Live Arcade en PlayStation Network
- Een Sega Saturn-versie van het spel stond aanvankelijk ook op de planning, maar is nooit gemaakt.